# 北大人骨事件

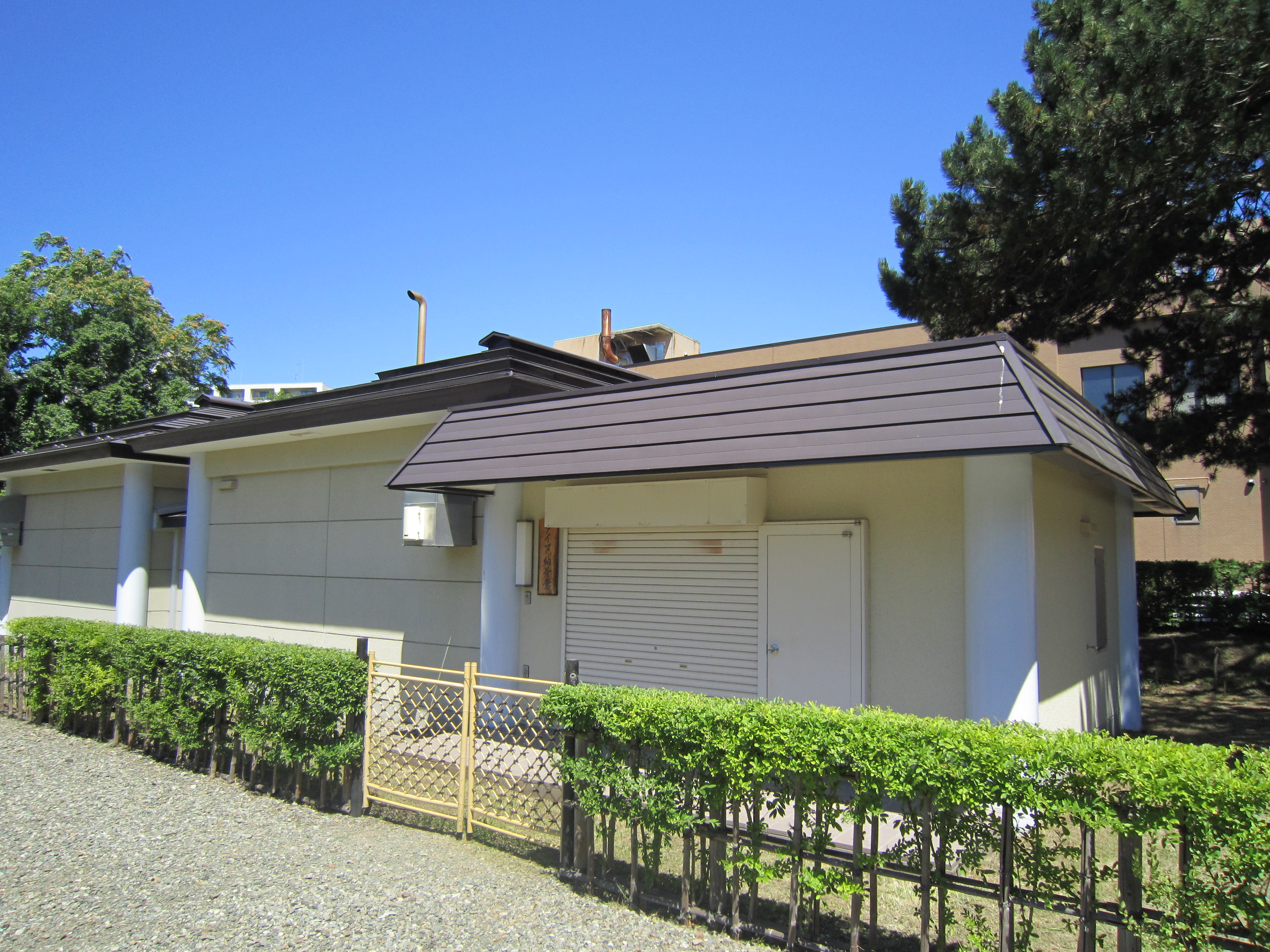
北海道大学 アイヌ納骨堂

北大人骨事件（ほくだいじんこつじけん）とは、1995年（平成7年）7月26日に北海道大学構内の古河記念講堂旧標本庫において、段ボール箱に納められた6つの頭骨が発見された事件である。
6体の人骨の内訳は「韓国東学党」と墨書きされたものが1体、「オタスの杜・風葬オロッコ」と書かれた貼り紙がされていたものが3体、「日本男子20才」と書かれた貼り紙がされていたものが1体、「寄贈頭骨出土地不明」と書かれた貼り紙がされていたものが1体であった。
オタスの杜とは太平洋戦争前に樺太の敷香町郊外にあったウィルタ（オロッコ）やニヴフ（ギリヤーク）など先住民の指定集住地である。かつてアイヌ墓の盗掘が社会問題となったこともあり（後述）、持ち出されたという事実が知られていなかったことから、これらの人骨は無断で持ち出された疑いがある。人骨はアイヌ式の供養がなされた。

## 背景
1939年（昭和14年）から1956年（昭和31年）にかけ、北海道大学（北海道帝国大学）は北海道・千島・樺太の各地より研究の名目で1004体のアイヌの遺骨を収集し、時には遺族に無断でアイヌ民衆を警察により排除しての発掘が行われていたこともあった。盗掘された遺骨には、イザベラ・バードやジョン・バチェラーにアイヌ文化を伝授した平村ペンリウクや、ポーランド出身の学者、ブロニスワフ・ピウスツキの妻である樺太アイヌ女性・チュフサンマのおじ・バフンケ（日本名・木村愛吉）など、地元の名士として尊崇されていたアイヌのものも含まれる。

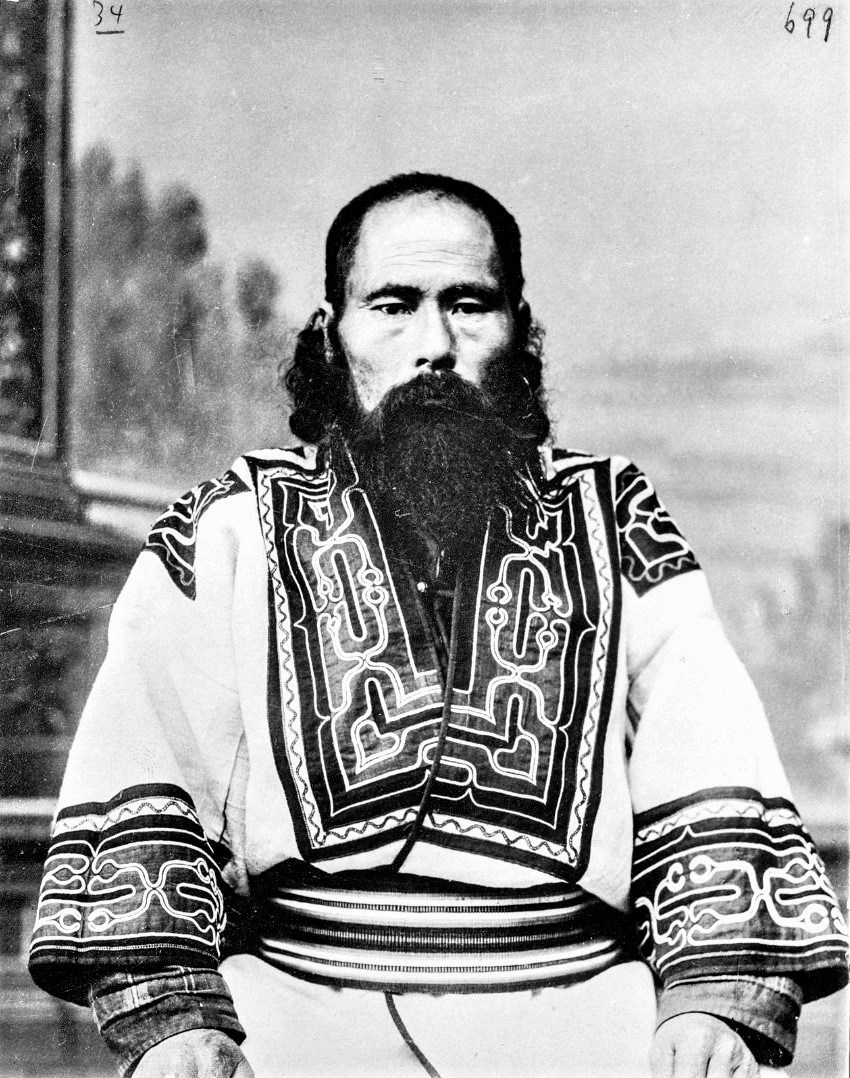
樺太東海岸のアイ集落の長・バフンケ（日本語名・木村愛吉　1855 - 1919？）。彼の遺骨は1936年に盗掘され北海道帝国大学に保管されていたが、2018年7月に子孫に返還された

絶滅した動物と同列に並べられる等、非人道的であると非難が集まる中、1980年代にアイヌ人骨が発見され、ウタリ協会は人骨の返還・供養を求めた。1984年（昭和59年）に作られた納骨堂には969体が治められている（2004年現在）。遺骨へは毎年イチャルパとよばれる供養会が行われている。

## 事件の経緯
北海道大学文学部元教授の吉崎昌一が1995年3月に退官した後、部屋のスペースを確保するために、吉崎が「標本庫」として使用していた古河講堂8番室（後に101号室へと改名される）を足立明助教授や井上昭洋助手、大学院学生、学部学生、研究生、吉崎の研究室に出入りしていたアイヌ民族の男性が掃除していたところ、棚の中に「人骨」と記入されているダンボールがあることに気づいた。中を改めてみると、頭骨が6体、新聞紙にくるまれて収められていた。足立が考古学の林謙作教授に連絡を取り、観察を行ってもらったところ、いずれも古人骨ではないことが確認された。そこで足立は頭骨をダンボール箱に入れたままにし、翌日改めてその由来を検討することに決めた。しかしその翌日の朝、作業に参加していたアイヌ民族の男性が頭骨を供養するためにダンボール箱を持ち出すということが起こった。頭骨の発見が今西順吉文学部長に報告され、足立ら関係者から事情を聴取した後「古川講堂『旧標本庫』人骨問題調査委員会」を設置し、問題の究明にあたることとなった。
その後、「アイヌ・モシリの自治区を取り戻す会」の代表である山本一昭ほか数名が、この北海道大学大学院文学研究科・文学部古河講堂「旧標本庫」人骨問題に対して抗議をしに文学部を訪れた際に、アイヌ民族の男性によって持ち出された頭骨が、山本の元にあることが判明する。山本がラジオ番組で語ったところによれば、頭骨を持ち出したアイヌ民族の男性から話を聞いた山本が、自身のもとに頭骨を持ってくるよう要請し、それらが本物であると思われたためアイヌ民族方式のカムイノミを行ったのだという。話し合いの末、山本から文学部に頭骨は一旦返却されることとなった。
吉崎は、調査委員会が行った事情聴取で、当初は前任者である名取武光助教授から引き継いだものである可能性が高い、自身も引き継いだものを全てチェック出来ておらず、頭骨の存在については知らなかったと述べていた。しかし、その後証言を変化させ、1969年に大学封鎖のバリケードが解除された後、箱を開けて、その中に複数の頭骨があることを確認したが、研究対象としては関心がない新しい頭骨であったため、そのままにしておいたと証言している。
北海道大学文学部古河講堂「旧標本庫」人骨問題調査委員会は当初から、調査によって頭骨の関係者が判明すれば、その関係者に返還することを基本方針としていた。「韓国東学党」と墨書きされた頭骨は東学農民革命軍指導者遺骸奉還委員会に、「オタスの杜・風葬オロッコ」と張り紙がされた頭骨は一時的に北海道大学で保管された後、田中了の尽力によってサハリンに返還された。一方、「日本男子20才」と書かれた貼り紙がされていた頭骨と「寄贈頭骨出土地不明」と書かれた貼り紙がされていた頭骨は返還先が見つからず、2006年に札幌市の浄土真宗本願派大乗寺に、焼骨を行わずに納骨するという形で仮安置された。

## 関連文献
- 土取俊輝「『北海道大学文学部人骨事件』からみる遺骨返還問題 ―植民地主義と学術研究」『四天王寺大学紀要』第68号、2019年9月25日、353-367頁。